# Восточный колобус
Восточный колобус, или гвере́ца (лат. Colobus guereza) — вид обезьян семейства мартышковых отряда приматов, один из видов рода Колобусы. Встречается повсеместно в центральной части Африки в Камеруне, Экваториальной Гвинее, Нигерии, Эфиопии, Кении, Танзании, Уганде и Чаде. Включает несколько подвидов. Отличается своим внешним видом: шерсть чёрная, но по бокам идут полосы длинной белой шерсти, морда и хвост также белые.

## Классификация
Гвереца была обнаружена немецким натуралистом Эдуардом Рюппелем во время поездки в Абиссинию между 1830 и 1834 годом. В 1835 году он описал вид в статье в «Neue Wirbelthiere con Abyssinien, Saengthiere». Впервые гверецы попали в Европу в 1890 году, когда три особи были куплены в Массауа и вывезены в Берлинский зоопарк.
Гвереца классифицируется в составе подсемейства Colobinae (тонкотелые обезьяны), группы приматов Старого Света из Африки и Азии. Африканские колобусы, входящие в эту группу, образуют три рода: Колобусы (в составе этого рода классифицируется гвереца), Красные колобусы и Procolobus. Выделяют семь подвидов гверецы. Валидность подвида Colobus guereza gallarum дискуссионна, не все источники включают его в список подвидов:
- Colobus guereza occidentalis — восточная Нигерия, Камерун и Габон
- Colobus guereza guereza — Эфиопия на Эфиопском нагорье к западу от Великой рифтовой долины
- Colobus guereza gallarum — Эфиопия на Эфиопском нагорье к востоку от Великой рифтовой долины
- Colobus guereza dodingae — нагорье Дидинга в Южном Судане
- Colobus guereza matschiei — западная Кения, Уганда и северная Танзания
- Colobus guereza percivali — хребет Мэттьюз в Кении
- Colobus guereza kikuyuensis — предгорья горы Кении в Кении
- Colobus guereza caudatus — в Танзании и Кении в лесах вокруг Килиманджаро и Меру

Морфологические отличия между подвидами наиболее заметны при сравнении Colobus guereza caudatus и Colobus guereza occidentalis. Остальные подвиды обладают промежуточными внешними признаками между этими двумя.

## Описание
Шерсть в основном чёрная, по бокам туловища и по хвосту идут полосы длинной шелковистой шерсти белого цвета, образуя «мантию». Полосы начинаются на плечах и спускаются по спине до крестца, где соединяются. Хвост длинный, нижняя часть хвоста также белая. Цвет шерсти различается у разных подвидов, например, у Colobus guereza guereza хвост серый до середины длины, нижняя половина покрыта длинной белой шерстью, а у Colobus guereza caudatus белая шерсть покрывает 80 % длины хвоста. Цвет «мантии» различается от белого до кремового или жёлтого. Морда также обрамлена белой шерстью, на щеках шерсть длинная и густая. Детёныши рождаются с розовой кожей и белой шерстью, к возрасту четырёх месяцев приобретают взрослый окрас (самцы немного раньше самок). Вес самцов от 9,3 до 13,5 кг, вес самок от 7,8 до 9,2 кг. Длина тела в среднем 61,5 см для самцов и 57,6 см для самок. Большой палец редуцирован, как и у большинства других тонкотелых обезьян. В морфологии челюстного аппарата выражен половой диморфизм: у некоторых подвидов клыки самцов крупнее клыков самок, у других самки обладают более крупными клыками, чем самцы, у третьих подвидов клыки самцов и самок одинаковой длины.

## Распространение

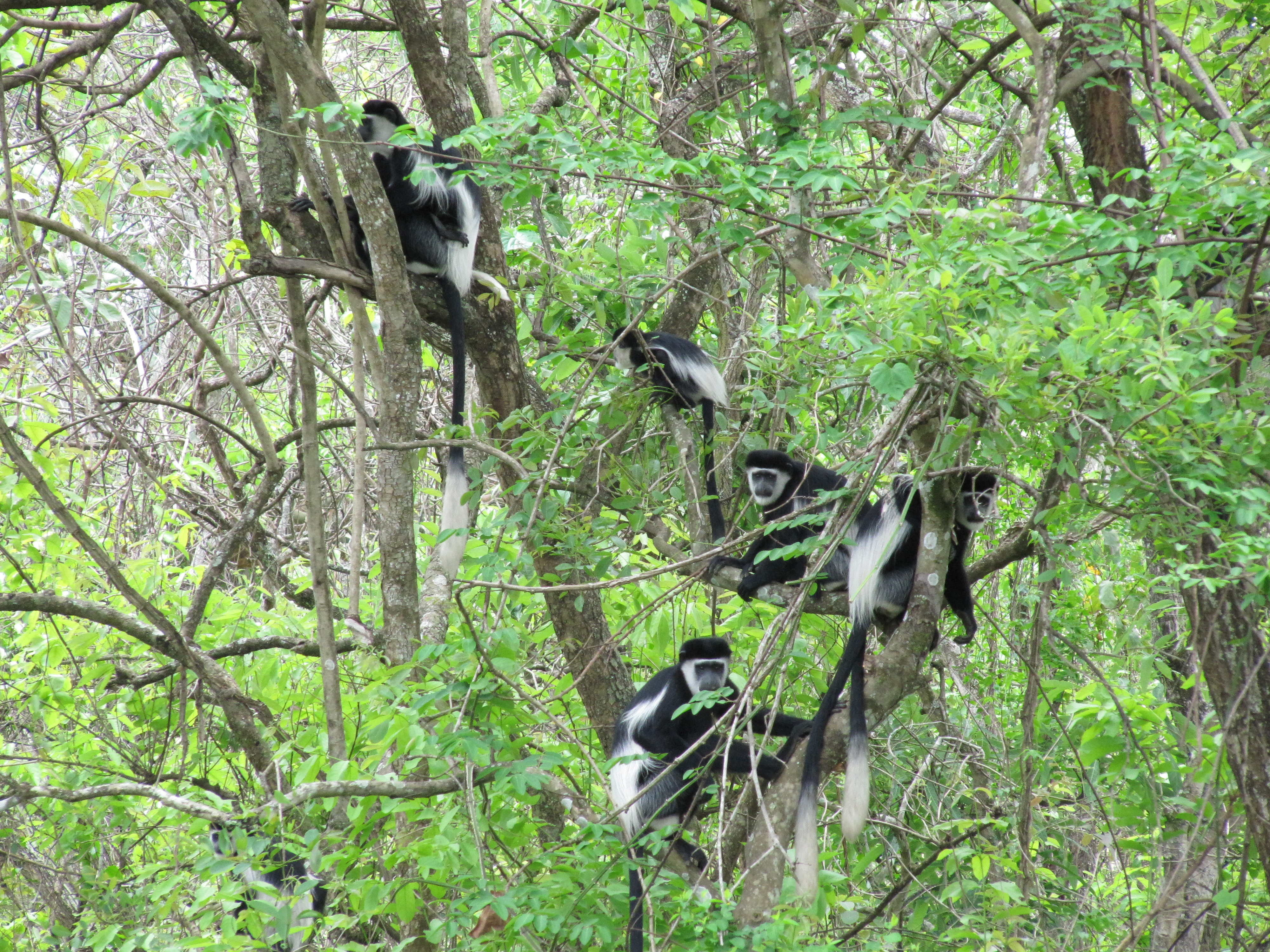
Гверецы древесные животные, предпочитающие вторичные леса

Гверецы широко распространены в экваториальной части Африки. Ареал простирается от Нигерии и Камеруна на западе до Эфиопии, Кении, Уганды и северной Танзании на востоке. Населяют как листопадные, так и вечнозелёные леса, саванные лесные массивы и горные леса. Встречаются в различных типах первичных и вторичных лесов, таких как тугайные леса возле источников пресной и солоноватой воды и галерейные леса. Особенно часто встречаются вблизи озёр, рек и на возвышенностях. Доходят до высоты в 3300 метров над уровнем моря. Предпочитают вторичные леса. Считается, что это происходит из-за того, что во вторичных лесах больше деревьев, на которых гверецы кормятся. Иногда также встречаются в заболоченных участках леса и вблизи человеческих поселений, например на эвкалиптовых плантациях.

## Биология
Преимущественно древесные животные, однако достаточно часто, чаще, чем другие виды колобусов, спускаются на землю в поисках пищи и для перемещения между деревьями. Ведут дневной образ жизни, при этом половину дня обычно отдыхают. Ночуют на деревьях, ранним утром покидают ночлег и возвращаются туда ближе к закату. В течение дня делают большие промежутки между периодами поиска пищи. Некоторую часть дневного распорядка занимают другие занятия, такие как груминг, игры и потасовки.

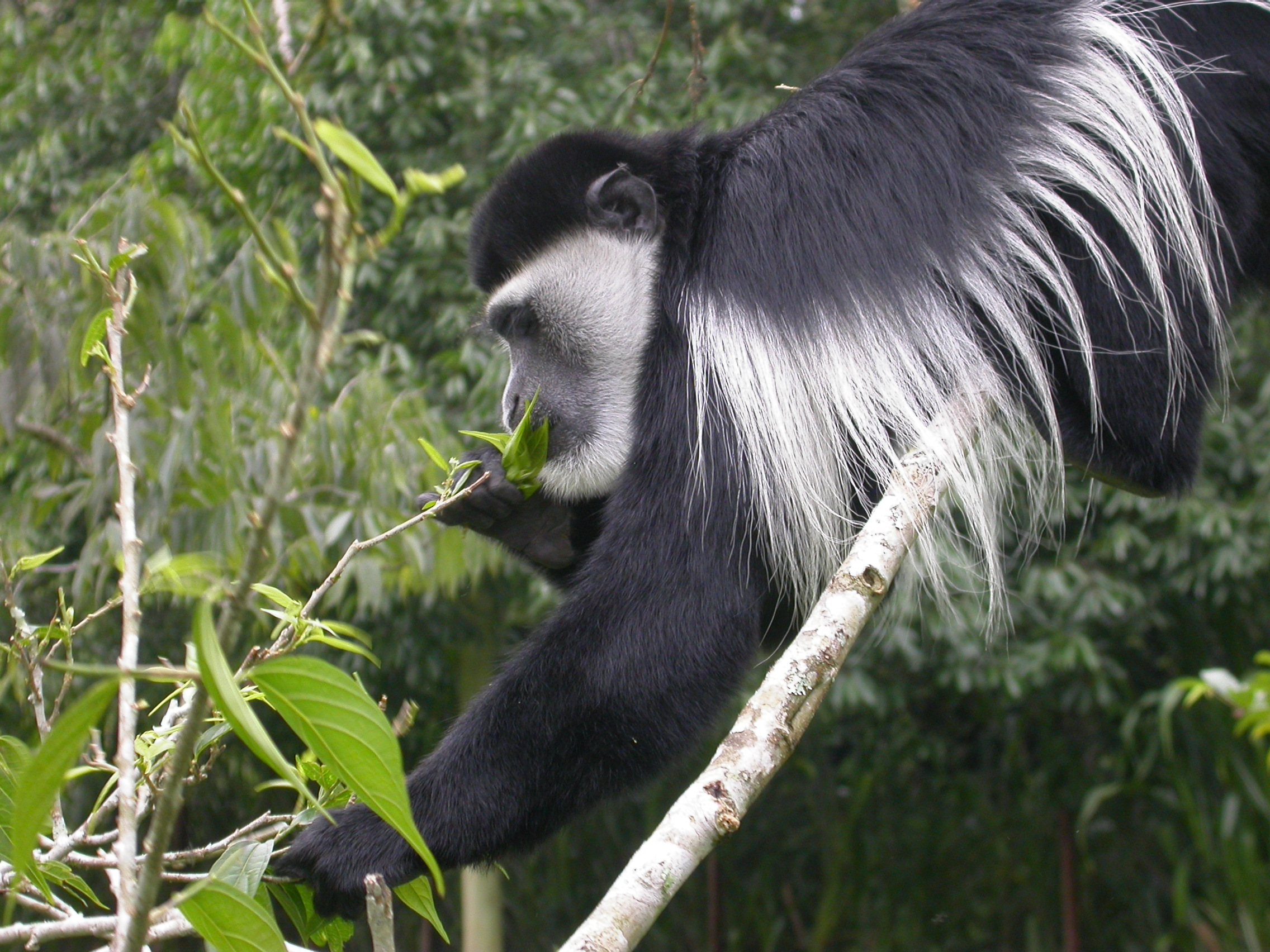
В рационе восточных колобусов в основном листья

В рационе преимущественно листья, дополнением к рациону служат фрукты, а также кора деревьев, цветы, водные растения, ростки и почки, беспозвоночные животные. Состав рациона варьируется в зависимости от места обитания и времени года. На выбор листьев влияет их пищевой состав, в частности уровень протеинов, дубильных кислот и натрия. Могут путешествовать на значительные расстояния в поисках листьев с более высокой пищевой ценностью. Листья составляют более половины рациона, однако в некоторые месяцы гверецы более активно употребляют фрукты. При поиске пищи предпочтение отдаётся молодым листьям. Мягкие фрукты предпочитают есть с кожурой. Потребляют достаточно много видов растений, отдавая предпочтение лишь нескольким из них. Как и остальные тонкотелые обезьяны, гверецы обладают многокамерным желудком и способны эффективно переваривать грубую растительную пищу. Главный хищник, охотящийся на этих приматов — венценосный орёл, также на них охотятся некоторые другие хищные птицы, такие как кафрский орёл. Есть свидетельства того, что на них охотятся обыкновенные шимпанзе и леопарды.

## Поведение

### Социальная структура

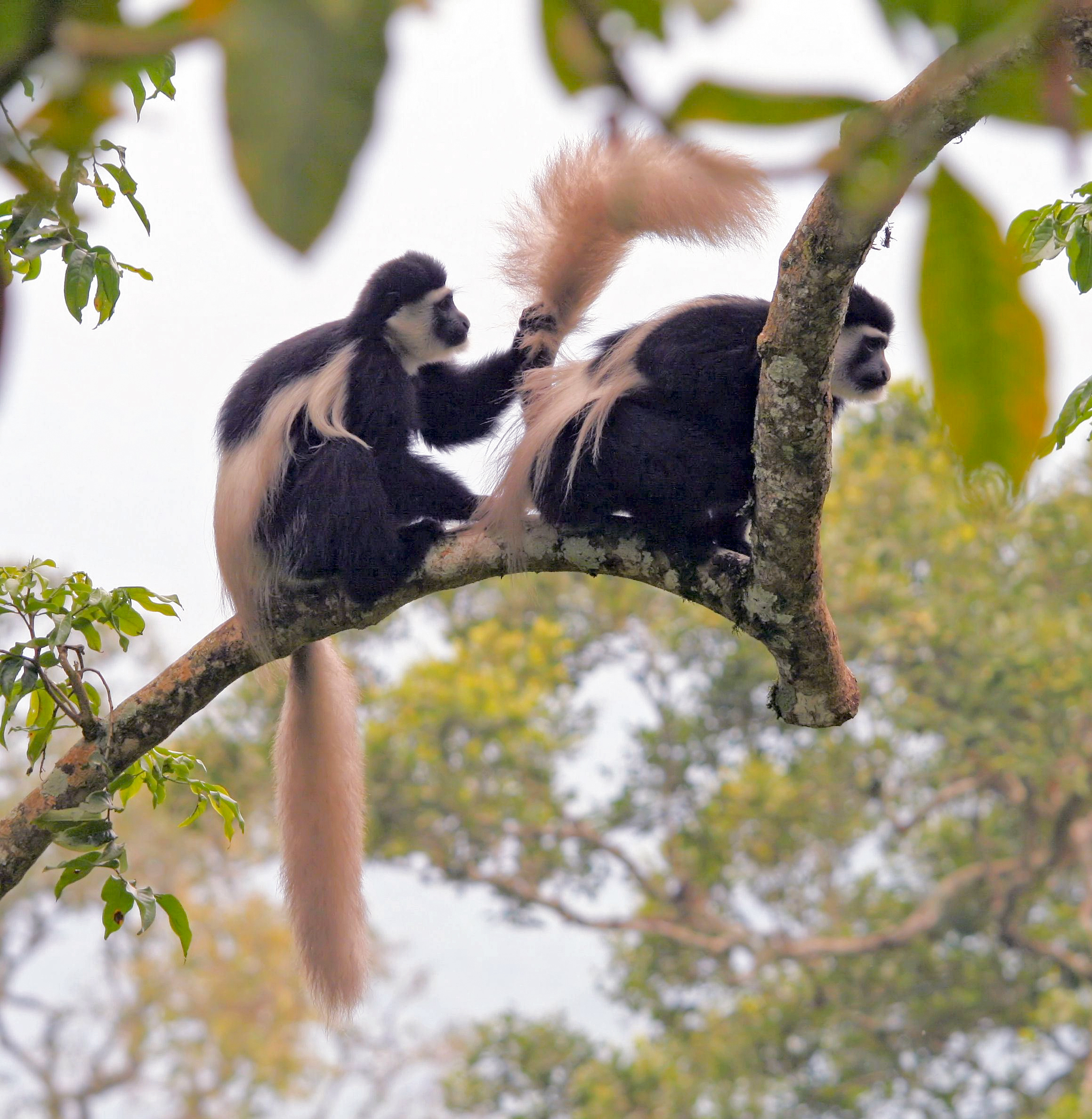
Груминг — важный ритуал в социальном взаимодействии в группах восточных колобусов

Восточные колобусы живут небольшими группами от 3 до 15 особей. В группе обычно один самец, несколько самок и их потомство. В некоторых популяциях насчитывается несколько самцов, это могут быть как отец и сын, так и неродственные особи. В таких группах есть доминантный самец, ведущий себя агрессивно по отношению к другим самцам, иногда изгоняя их из группы. Изгнанные животные могут жить либо поодиночке, либо присоединиться к мужской группе. Самки редко покидают свою группу, самцы же зачастую уходят при достижении зрелости. Самки в группе имеют равный статус без иерархического деления. Отношения между самками внутри группы обычно дружественные, конфликты возникают крайне редко. Груминг является важной частью социального поведения этих животных, при этом процедура груминга обычно производится самками, взрослые самцы редко этим занимаются. Восточные колобусы территориальные животные, между группами зачастую вспыхивают конфликты. В некоторых популяциях группы могут защищать лишь ключевые районы кормёжки, составляющие малую часть территории группы. Стычки между группами включают демонстрацию силы, устрашающие крики и имитацию погони, но редко доводятся до физического контакта.

### Размножение

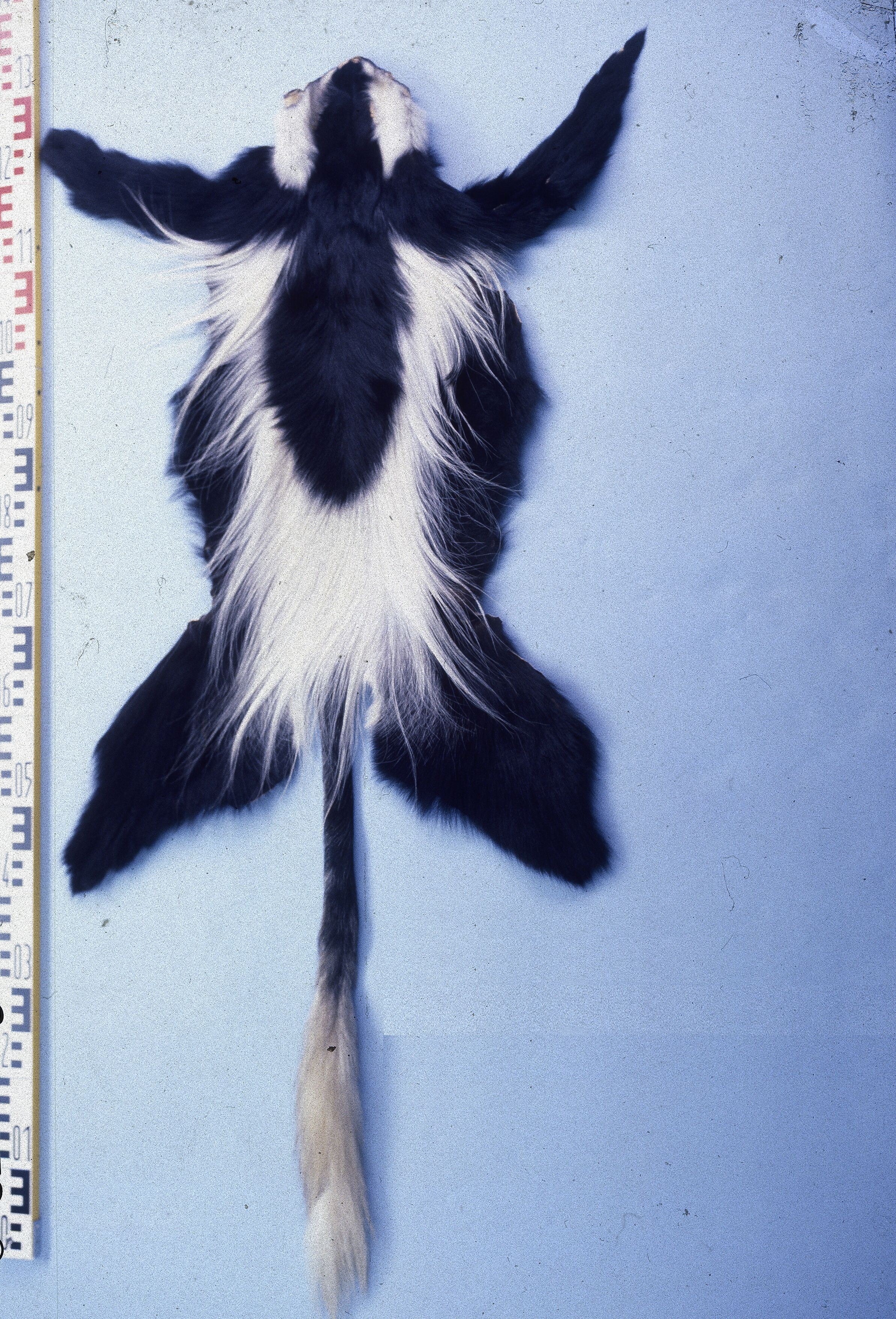
На восточных колобусов охотятся из-за их мяса и шкуры

Восточным колобусам свойственна полигиния: доминантный самец имеет доступ к гарему самок. Сигнал к началу спаривания подаёт как самец, так и самка, примерно в половине случаев каждый. Когда самка выступает инициатором полового контакта, она ходит вокруг самца, издавая негромкие звуки. Во время спаривания самец держит самку за лодыжки и туловище. Львиная доля половых контактов происходит внутри группы, однако зафиксированы также случаи спаривания особей из разных групп. В группах с несколькими самцами доступ к самкам имеют все самцы. Беременность длится в среднем 158 дней, промежуток между рождениями составляет 16—22 месяца. Новорождённые детёныши целиком зависят от матери, сразу после рождения цепляются за неё. Другие самки в группе также могут заботиться о детёныше. Самки обычно не интересуются молодняком до тех пор, пока им не исполняется четыре или пять недель. В возрасте от восьми до девяти недель детёныши начинают есть твёрдую пищу, к году отучаются от молока матери.

## Статус популяции
Ввиду того, что восточные колобусы могут жить в сухих и галерейных лесах и уверенно чувствуют себя на земле, их популяция менее уязвима, чем популяции других тонкотелых обезьян. Международный союз охраны природы присвоил им охранный статус «Вызывает наименьшие опасения», так как, несмотря на то, что в некоторых районах популяция под угрозой, вид достаточно широко распространён и нет оснований полагать, что его популяция резко сократится в ближайшем будущем. Однако некоторые подвиды находятся под угрозой из-за маленького ареала и охоты, так подвид Colobus guereza percivali имеет охранный статус «Вымирающий», а Colobus guereza dodingae, Colobus guereza gallarum и Colobus guereza matschiei — «Данных недостаточно». В отличие от многих других видов приматов, гверецы могут приспособиться даже к сильно разрушенной среды обитания. Иногда лесозаготовки могут даже увеличить количество деревьев, на которых они кормятся. Однако при полном обезлесении популяция резко сокращается, так, в Уганде в районах полной вырубки леса численность восточных колобусов сократилась на 50 % за восемь лет. Основная угроза популяции — охота ради мяса и шкуры. Мясо восточных колобусов продаётся за 4—9 долларов за кг. Шкуры продаются туристам и коллекционерам.